# Museu da Indústria Têxtil da Bacia do Ave
Visão:
"Formar os cidadãos mais conscientes dos impactos da produção têxtil e dos seus consumos individuais.", in Definir a missão...da necessidade ao desafio, 2019

## Missão
Contribuir para uma renovada identidade “Famalicão Cidade Têxtil”, promovendo uma mudança de mentalidades relacionadas com as questões sociais, económicas e ambientais suscitadas pela indústria têxtil, tendo cinco principais objetivos
- Reforçar a posição do Museu como sítio turístico;
- Construir conhecimento sobre a arqueologia, o património e a museologia industrial, nacionais e internacionais;
- Disseminar conhecimento e promover a reflexão sobre o passado e o presente da indústria têxtil;
- Valorizar e qualificar o Museu através da credenciação pela Rede Portuguesa de Museus;
- Gerir, promover e enriquecer a coleção do Museu.[1]

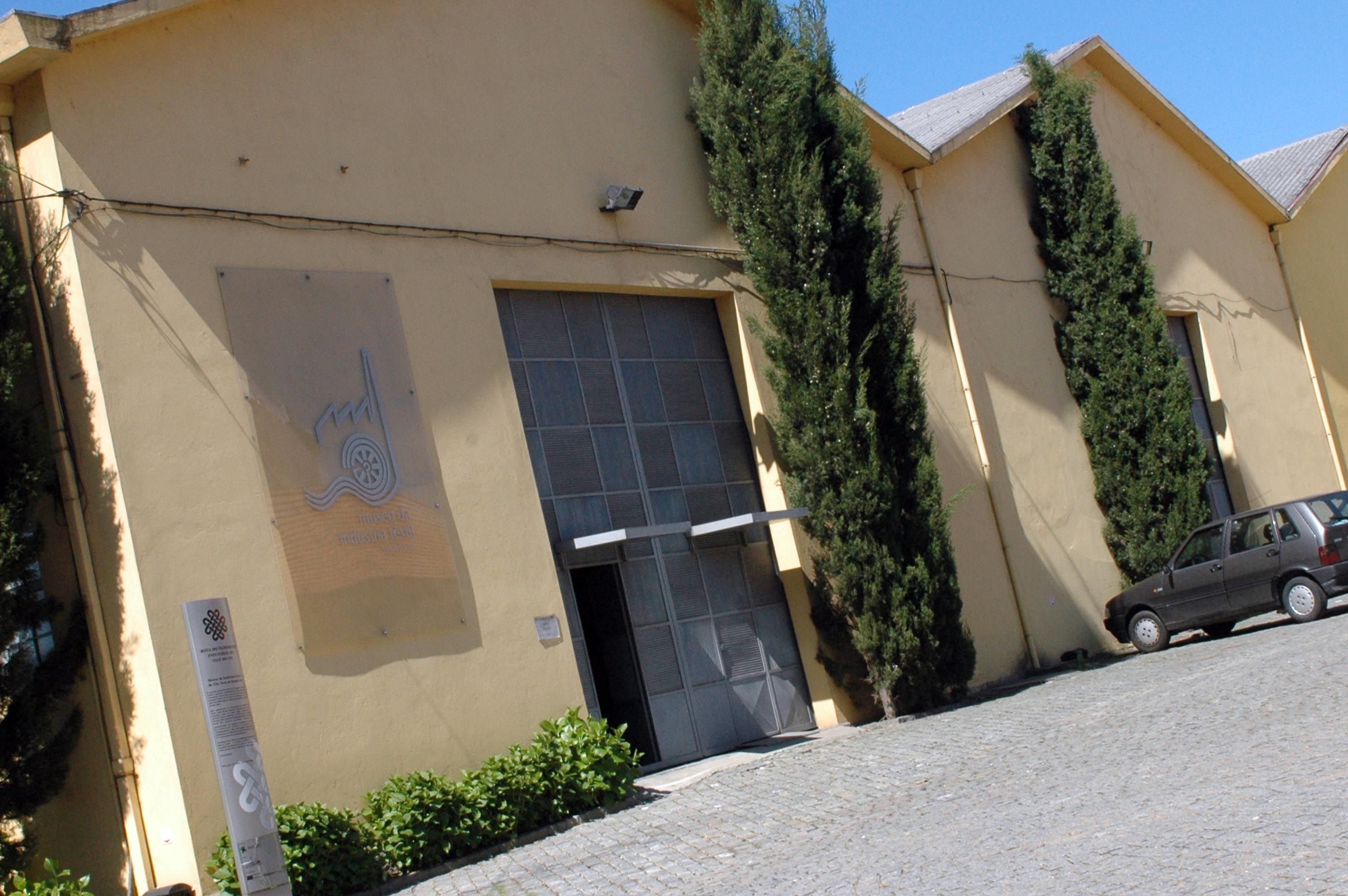

## Sobre o Museu
O Museu da Indústria Têxtil da Bacia do Ave foi fundado em 1987 como resultado de um projeto de investigação do setor têxtil da Bacia do Ave, por iniciativa de José Manuel Lopes Cordeiro, então responsável pelo Programa de Arqueologia Industrial da Universidade do Minho.
Inserido numa área fortemente marcada pela indústria têxtil, é o único museu dedicado a esta atividade existente na região da Bacia do Ave. Foi criado com a missão, a investigação, conservação, documentação, interpretação, valorização e divulgação de todos os aspetos relacionados com o processo de industrialização da Bacia do Ave, com vista à salvaguarda dessa memória histórica, contribuindo assim para um maior enriquecimento cultural da população.
Instalado desde o ano de 2000 nos armazéns da antiga Fábrica de Fiação e Tecelagem de Lã “A Lanifícia do Outeiro”, o Museu proporciona ao visitante a oportunidade de realizar uma viagem ao longo da história dos têxteis da Bacia do Ave, centrada no processo de produção, cujo esquema apresentado é similar ao que se encontra instalado em qualquer unidade têxtil convencional. Em virtude de as suas instalações serem provisórias, num futuro próximo o Museu irá dispor de instalações definitivas.

## O edifício
Fundada na década de 1920, “ A Lanifícia do Outeiro”, foi uma fábrica têxtil especializada na produção de tecidos de lã, nomeadamente cobertores, veludos, vestidos de senhora, malhas, gravatas, entre uma panóplia de outros produtos ligados ao vestuário.
Entre os vários proprietários que possuiu ao longo dos tempos, destacam-se os antigos donos da Fábrica Nacional de Relógios “A Boa Reguladora”, a única da Península Ibérica especializada na produção de relógios. Na década de 1950, o edifício que albergava a fábrica sofreu obras de melhoramento e ampliação, datando dessa data a construção dos citados armazéns.
A sua arquitetura assentava na típica construção da primeira metade do século XX, ou seja, pavilhões amplos com telhados ao estilo de “dente de serra”. Das primitivas instalações, só os armazéns resistiram ao passar dos tempos, tendo o restante complexo fabril sido demolido.

## A coleção

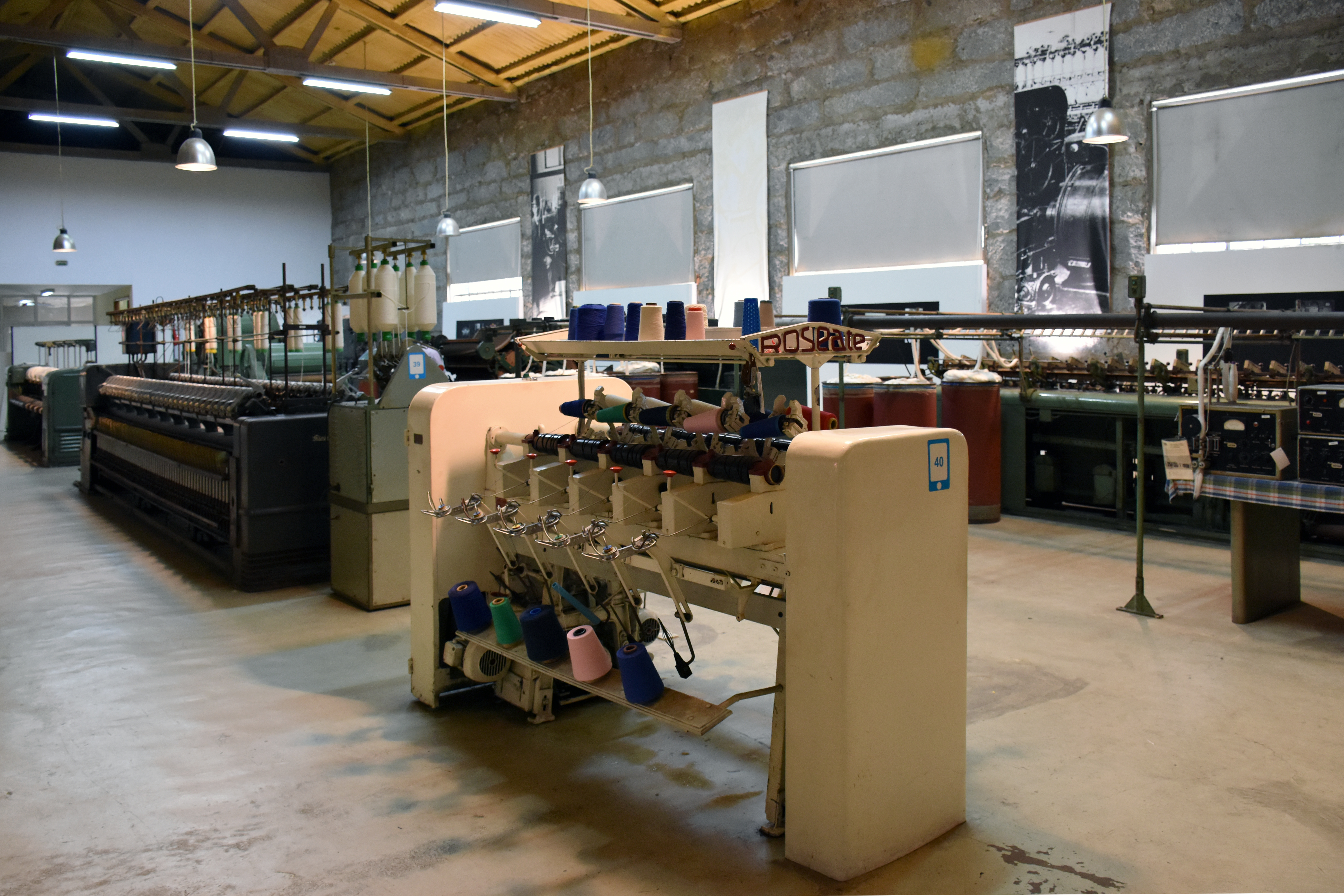

O acervo museológico é constituído por um conjunto de máquinas, instrumentos e objetos diversificados, totalizando quase meia centena de espécimes, representativos de várias épocas e dos diferentes processos de produção, pertencentes a antigas fábricas têxteis que se encontravam instaladas na região da Bacia do Ave, assim como documentação de arquivos empresariais. Dispostas ao longo de um espaço de 1.200m2, as máquinas têxteis retratam as três principais etapas de produção: fiação, tecelagem e acabamento. Todo este acervo foi doado por várias empresas têxteis que se encontravam instaladas, na sua maioria, ao longo da bacia hidrográfica do Ave, mas também de outras zonas do país. Entre o vasto acervo deste museu assumem particular destaque os Teares, Urdideiras, Caneleiras, Calandras, Laminadores, Contínuos, Bobinadeiras, Dinamómetros e Balanças.
Aliado à maquinaria, o museu possuiu ainda um rico arquivo documental pertencente a antigas unidades têxteis da região e bibliografia especializada em varias áreas do setor têxtil.

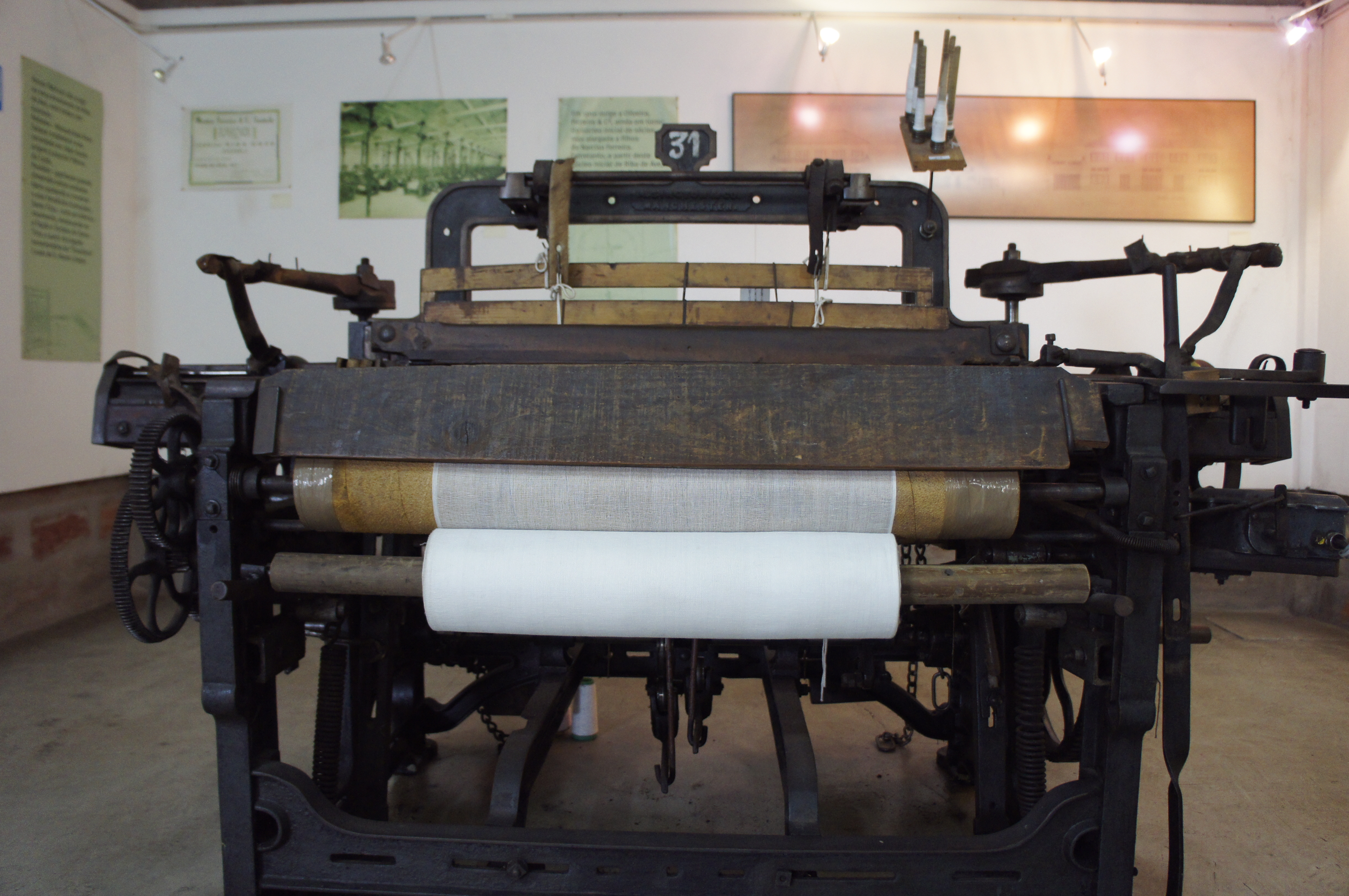

### Objeto em destaque
Tear de Gaze Hidrófila
Construído pela empresa britânica Sington & Co., na primeira metade do século XX, pertenceu à Fábrica de Materiais de Penso de Domingos Barbosa Leão.
Tinha como função a produção de tecido através do cruzamento ortogonal dos fios da teia com os da trama, por acionamento mecânico. A coleção do Museu da Industria Têxtil da Bacia do Ave encontra-se também disponibilizada na plataforma Famalicão ID.

## A Origem da Indústria Têxtil na Bacia do Ave
O surgimento da indústria moderna na Bacia do Ave constituiu um processo relativamente recente, que começou a tomar forma apenas durante as duas últimas décadas do século XIX. Contrariando uma imagem incorreta, mas muito difundida acerca da industrialização desta região, que dá a entender que tal processo se encontra marcado não só por um grande pioneirismo, como por um ritmo de difusão muito intenso, a indústria moderna da Bacia do Ave reduzia-se, no final do século XIX, apenas a pouco mais de uma dezena de unidades fabris - na sua quase totalidade fábricas têxteis algodoeiras -, embora algumas delas fossem de dimensões apreciáveis.

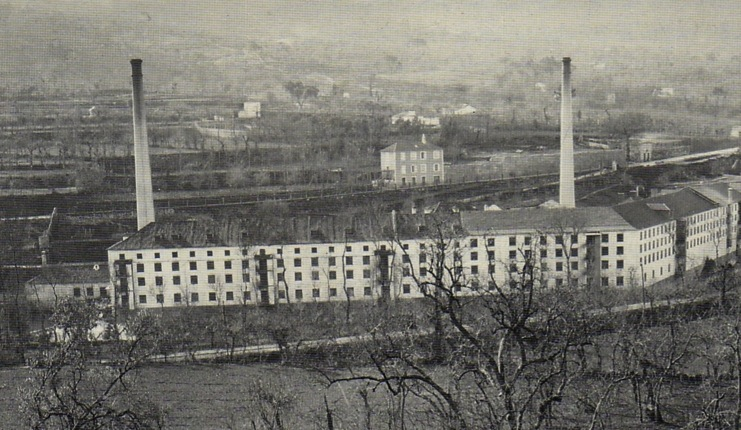
Fábrica Rio Vizela @ Acervo do Museu

A mais antiga fábrica moderna da Bacia do Ave, a Fábrica de Fiação e Tecidos do Rio Vizela, em Negrelos, Vila das Aves, Santo Tirso, foi fundada em 1845, iniciando a laboração pouco depois. Apesar de os elementos disponíveis sobre os primeiros anos de laboração da fábrica serem escassos, as informações que chegaram até aos nossos dias dão-nos a entender que inicialmente terá tido dificuldades em vencer a concorrência dos produtos ingleses, nomeadamente o fio de algodão, que era então a sua principal produção uma vez que ainda não dispunha de um sector de tecelagem. Esta situação manter-se-ia, precisamente, até 1861 quando o início da Guerra da Secessão nos EUA provocou um vertiginoso aumento do preço do algodão na Europa. Nessa época, a Fábrica de Negrelos, como era conhecida, tinha em armazém grandes quantidades de algodão em rama importado antes da crise se instalar, o que lhe permitiu abastecer o mercado de fio de algodão, numa altura em que este praticamente não se encontrava. Deste modo, conseguiu realizar, num curto espaço de tempo, lucros fabulosos, que lhe permitiram distribuir, em alguns anos, um dividendo de 54 %.
O exemplo mais bem sucedido de formação de um império industrial que, à escala nacional, só iria ter paralelo com o que Alfredo da Silva e Sommer de Andrade constituíram no sul do país, é-nos dado por Narciso Ferreira, embora as suas origens sociais fossem completamente diferentes. Narciso Ferreira foi um dos muitos tecelões manuais, que nos finais do século XIX existiam na Bacia do Ave, trabalhando em regime domiciliário. Foi na sua oficina instalada no lugar de Aldeia da Ponte, em Riba de Ave, inicialmente apetrechada com apenas dois teares manuais, que fabricou os tecidos que, por conta própria, começou a vender nas feiras de Amarante, Lixa, Penafiel, Vila Real e Mesão Frio. A prosperidade do negócio permitiu-lhe investir na compra de mais teares e no desenvolvimento da oficina, a qual passou a dispor igualmente, a partir de 1890, de teares Jacquard, mercê de um empréstimo financeiro proporcionado por Joaquim Alves de Oliveira. Os contactos que passou a realizar nesta cidade, onde colocava a produção de maior qualidade que os teares mecânicos agora lhe permitiam, levaram a que armazenistas têxteis portuenses, como Manuel Joaquim de Oliveira (importante armazenista de lanifícios) e sócio do banqueiro José Augusto Dias (Pai) a interessarem-se pelo seu projeto de fundação de uma fábrica têxtil moderna, em Riba de Ave. Esta, irá ser oficialmente constituída em 24 de Junho de 1896, sob a designação de Sampaio, Ferreira & Cª Lda, tendo como sócios, além dos já referidos, Vasco Ortigão de Sampaio e José Fernandes Machado. Deste modo, Narciso Ferreira passou a dirigir a nova empresa, a qual integrou a sua antiga fábrica mecânica, que foi remodelada, instalando uma secção de tecelagem com cento e cinquenta teares, alimentada por um número considerável de fusos. Constituindo uma unidade industrial de razoável envergadura, a Sampaio, Ferreira & Cª Lda, aproveitava a energia do rio Ave através da utilização de uma turbina Francis de 120 HP, possuindo igualmente uma máquina a vapor de reserva, de 800 HP, para o período de estiagem.

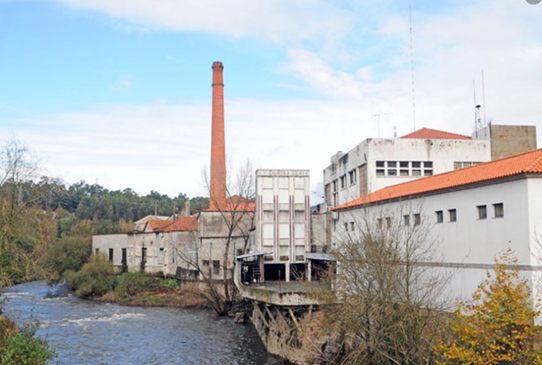
Sampaio Ferreira & Ca Lda. @ Acervo do Museu

Embora a indústria moderna se tivesse desenvolvido na Bacia do Ave nas duas últimas décadas do século, constituía ainda uma realidade bastante circunscrita, e o que predominava era a indústria manual exercida no domicílio pelos vários elementos da família. No entanto verifica-se uma progressiva mutação nas características tradicionais deste tipo de indústria de tecelagem manual de algodão pois, ao mesmo tempo que se mantinha tal como tinha sido até então, uma parte dela vai passar a adotar a estrutura produtiva das fábricas modernas. De qualquer modo, a persistência deste tipo de produção artesanal no final do século XIX, e também no início do seguinte, tem a ver fundamentalmente com o facto de ela se dirigir e satisfazer as necessidades de um mercado próprio, constituído por essa grande massa de população rural que numa percentagem esmagadora constituía a população da Bacia do Ave, a qual era muito menos exigente na qualidade, do que no preço daqueles produtos.
Um outro aspeto que é necessário destacar tem a ver com a importância da energia hidráulica nesta primeira fase da industrialização da Bacia do Ave. Na sua grande maioria, as fábricas – principalmente as de maiores dimensões – vão localizar-se junto dos diferentes cursos de água da região, com o objetivo de aproveitarem a sua energia como força motriz. No entanto, dado que o rio Ave, e os seus afluentes, têm um regime irregular, diminuindo muito de caudal durante o verão, todas elas dispunham de um motor de reserva, geralmente uma máquina a vapor, o qual era utilizado durante aquele período.
Continuando um movimento que se tinha iniciado em meados do século XIX, mas que tinha progredido muito lentamente ao longo da sua segunda metade, as fábricas modernas que se irão instalar na região da Bacia do Ave pertencem, fundamentalmente, ao sector têxtil algodoeiro, e constituem unidades completas. Assim, relativamente ao número de fábricas existentes no final do século XIX, o seu número irá quadruplicar, precisamente quatro décadas mais tarde, como nos revela um inquérito realizado em 1939.
A persistência de um tão significativo sector de fábricas de tecelagem manual numa data tão tardia como 1939 indica-nos não só a lentidão e o atraso com que se processou a industrialização do sector têxtil da Bacia do Ave como, fundamentalmente, a existência de uma realidade económica parcialmente caracterizada pela sobrevivência de um modo de produção arcaico. Não podemos deixar de sublinhar que a esta realidade se encontra associado um tipo de sociedade, em grande parte caracterizado por uma economia de autossubsistência, na qual se inseria a produção têxtil efetuada em teares manuais. Este atraso na mecanização revela-nos a existência, em 1939, e coexistindo com um sector moderno da economia, de uma estrutura socioeconómica de características marcadamente agrárias, empregando a maioria da população, a qual usufruía baixos níveis de rendimento e, portanto, exercendo uma influência reduzida na procura de produtos manufaturados, dado que a sua própria produção artesanal satisfazia as suas necessidades fundamentais.

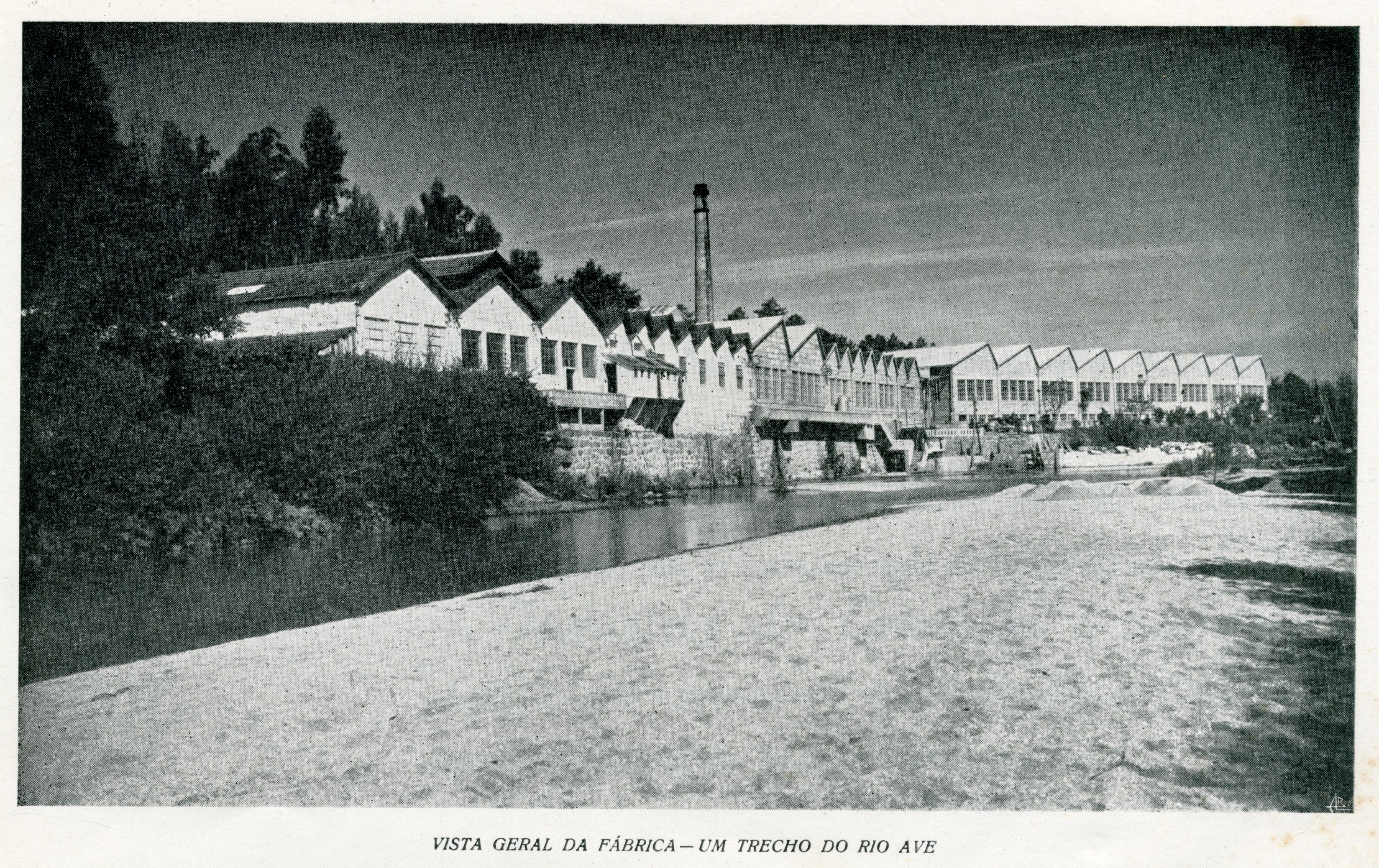
Vista Geral da fábrica do Caído. @ Acervo do Museu

Ou seja, o processo de modernização timidamente iniciado em meados do séc. XIX com a instalação da primeira fábrica moderna na Bacia do Ave, prolongou-se até quase ao final da primeira metade do século XX, altura em que parece estar próximo de alcançar o seu termo. Segundo o referido inquérito, dos concelhos da Bacia do Ave que viveram mais intensivamente aquele processo de modernização, apenas um, Vila Nova de Famalicão, conservava – no sector das fábricas de tecelagem – um relativo atraso tecnológico. A coexistência destes dois modos de produção leva-nos a caracterizar a economia da região ao longo desse período, como uma economia dual. De facto, tratava-se de uma economia que estava ainda a viver um processo de transição, onde se encontravam já os elementos característicos de uma economia moderna (capitalista, apoiada na mecanização e concentração da produção, orientada para o mercado nacional e internacional), mas onde ainda não tinham desaparecido inteiramente os traços de um regime socioeconómico de tipo antigo. Por outro lado, verificamos que ao longo deste processo, e paralelamente à existência da organização fabril utilizando tecnologias mecanizadas, persistiam outras formas de organização do trabalho, que revelavam precisamente a existência dessa economia dual. Confirmando que a primeira fase do processo de modernização económica da região da Bacia do Ave estava, em 1939, próximo do seu termo constatamos que este tipo de maquinismos arcaicos que ainda equipava parte da indústria têxtil, nomeadamente os teares manuais, estava em vias de desaparecimento. De facto, o número de teares manuais existentes no país diminuíra, de 1939 para 1958, de 3.333 para 701 unidades, situação que é facilmente explicada quer pela substituição dos equipamentos das fábricas, quer pelo desaparecimento das que mantinham esse tipo de equipamentos, por não serem capazes de fazer face à concorrência.
A entrada de Portugal na EFTA, em 31 de Dezembro de 1959, e depois com o Acordo de Comércio Livre com a CEE, a indústria têxtil da Bacia do Ave – e de um modo geral a indústria têxtil nacional – registará uma considerável transformação e desenvolvimento, em consequência dos lucros registados com a possibilidade de acesso aos novos mercados que aquela adesão proporcionava, sem a barreira das taxas alfandegárias.
Por conseguinte, a transformação deste sector industrial encontra-se relacionada com a possibilidade de participação no comércio internacional, com consequências diretas no aumento do volume das suas exportações, se bem que um número ainda significativo de empresas tivesse relutância em abandonar os mercados coloniais, não obstante os problemas que daí advinham. A adesão à EFTA constituiu um enorme desafio para a indústria têxtil da Bacia do Ave, a qual, para não desperdiçar as vantagens que aquela situação oferecia e conseguir competir em mercados muito mais exigentes – sobretudo quanto à qualidade dos produtos e à sua apresentação (design) –, se via obrigada a introduzir significativos melhoramentos tecnológicos e organizacionais, assim como a adotar uma gestão mais eficiente e atualizada.
Uma outra realidade em relação à qual ainda um número reduzido de empresas da Bacia do Ave estava consciente, decorria dos baixos níveis de produtividade então existentes na indústria, embora começassem a surgir algumas vozes que apontavam para a necessidade de se ultrapassar essa debilidade. Esta falta de produtividade decorria, em parte, da existência de empresas com capital insuficiente – um problema que já vinha do passado e que marcou principalmente os primeiros anos da década de 1960 –, subdimensionadas e dotadas de tecnologia arcaica ou obsoleta.

## Ligações Externas
Museu da Indústria Têxtil da Bacia do Ave - Site do Museu
Município de Vila Nova de Famalicão
Famalicão ID